# Martino Ferrabosco
Martino Ferrabosco ou Ferabosco (Capolago, Roma, 3 de agosto de 1623) foi um arquiteto e gravurista italiano. De origem ticina, Martino desenvolveu trabalhos em Roma entre a segunda e terceira décadas do século XVII, onde começou a sua actividade profissional enquanto pedreiro, como muitos outros artistas da mesma origem.

## Obras
Entre os seus trabalhos, muitos deles foram feitos em colaboração com John Vasanzio, nomeadamente:
- A Torre do Relógio que marcava a entrada dos palácios do Vaticano, de acordo com a via de Alexandria, construída entre 1616 e 1617 e sucessivamente demolida, após algumas décadas até à construção da colunata de Bernini.
- O tecto da Capela Paulina do Palácio do Quirinal.

Foi "fontanaro" do Palácio Apostólico, superintendente das fontes do Vaticano, de Borgo e Monte Quirinal e projectou algumas fontes com Vasanzio, entre as quais:
- A Fontana della Galera no Vaticano (1621);
- A Fontana dell'Aquilone, também no Vaticano.

Martino foi também gravurista, realizando trabalhos de grafismo como os mais conhecidos presentes no Libro dell'Architettura della basilica di San Pietro, publicado em 1620 e mais tarde em 1684, Internet Archive com observações de Giovan Battista Costaguti.